# Argia indocilis
Argia indocilis là một loài chuồn chuồn kim trong họ Coenagrionidae.
Argia indocilis được Navás miêu tả khoa học năm 1934.